# یونکرس یو ۳/۵۲ام
یونکرس یو ۵۲ (به آلمانی: Junkers Ju 52) یک هواگرد ترابری سه‌موتوره ساخت شرکت یونکرس در آلمان بود. این هواگرد اوایل دهه ۱۹۳۰ طراحی و به شکل گسترده در کاربری‌های نظامی و غیرنظامی به کار برده شد.

## طراحی و توسعه
یونکرس یو ۵۲ به عنوان یک هواپیمای مسافربری با هفده صندلی توسط گروه ارنست سیندل طراحی شد. سال ۱۹۳۴ یک نسخه نظامی از مدل یو ۳/۵۲ام برای لوفت‌وافه که هنوز فعالیت مخفی داشت، پدید آمد. این هواگرد با عنوان یو ۳/۵۲ام‌گه۳ایی یک بمب‌افکن سنگین با چهار خدمه بود.
مجموع تولیدات مدل یو ۳/۵۲ام، شامل هواگردهای غیرنظامی، بین سال‌های ۱۹۳۹ تا ۱۹۴۴ بالغ بر ۴۸۴۵ فروند بود.

## تاریخچه عملیاتی

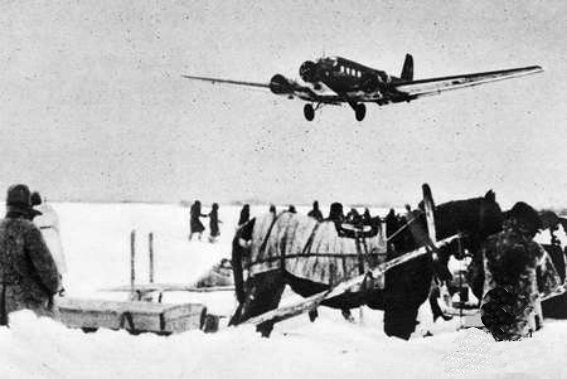
تصویر یک جی یو ۵۲ آلمانی

سال‌های ۱۹۳۴ و ۱۹۳۵ دست کم ۴۵۰ فروند از آن‌ها به لوفت‌وافه تحویل داده شد و در قالب جناح ۱۵۲ رزمی هیندنبورگ وارد خدمت گردید. حدود دو سوم از آرایش‌های بمب‌افکن لوفت‌وافه تا پایان سال ۱۹۳۵ به این هواگرد مجهز شدند. ماه اوت سال ۱۹۳۶ بیست فروند به خلبانی «داوطلبان» آلمانی به جنگ داخلی اسپانیا فرستاده شد. نخستین مأموریت آن‌ها انتقال ۱۰٬۰۰۰ تن از نیروهای ملی‌گرا از مراکش به اسپانیا بود. لژیون کوندور ماه نوامبر ۵۰ فروند بمب‌افکن یو ۳/۵۲ام‌گه۴ایی در اختیار داشت. عملیات‌ها شامل حمله به بندرهای جمهوری‌خواه در کرانه مدیترانه و پشتیبانی از نیروی زمینی می‌شد. این هواگردها در بمباران گرنیکا مشارکت داشتند.
بمب‌افکن یو ۵۲ در خدمت لوفت‌وافه به زودی با نمونه‌های جدیدتر از جمله یو ۸۶ و دو ۱۷ جایگزین شد و از آن پس صرفاً به عنوان هواگرد ترابری نظامی عمل کرد. در جریان جنگ جهانی دوم، ماه آوریل سال ۱۹۴۰ هواگردهای یو ۵۲ در خط مقدم تهاجم به دانمارک و نروژ بودند. صد و شصت فروند از آن‌ها نیروهای چترباز را برای تسخیر پایگاه‌های هوایی کلیدی انتقال دادند و در همین حال ۳۴۰ فروند دیگر تدارکات و نیروی کمکی می‌رساندند. حدود ۴۷۵ فروند یو ۵۲ برای تهاجم به هلند به‌کارگرفته شد که در مراحل اولیه آن متحمل خسارات سنگین (۱۶۷ فروند) گشتند. تهاجم هوابرد بعدی یعنی نبرد کرت در ماه‌های مه و ژوئن سال ۱۹۴۱، آخرین عملیات از نوع خود در لوفت‌وافه بود. در این تهاجم ۴۹۳ فروند یو ۵۲ به‌کار برده شدند. این عملیات هم بسیار پر خسارت بود و منجر به از دست رفتن ۲۷۱ فروند از این هواگردها شد.
شش گروه از هواگردهای یو ۵۲ از تهاجم آلمان به شوروی از ماه ژوئن سال ۱۹۴۱ پشتیبانی می‌کردند. بعدها ۲۶۶ هواگرد در جریان تلاش برای نجات ارتش ششم از محاصره استالینگراد از بین رفتند. با ۱۵۰ فروند از تهاجم اروین رومل در شمال آفریقا پشتیبانی شد.
بین ماه‌های ژوئیه تا سپتامبر سال ۱۹۴۲، این‌ها و سایر هواگردهای ترابری ۴۶٬۰۰۰ نفر نیروی کمکی و ۴٬۰۰۰ تن تجهیزات به شمال آفریقا رساندند. پش از شکست در نبرد العلمین جنگنده‌های متفقین خسارت سنگینی به آن‌ها وارد کردند. بین رزوهای ۲۵ اکتبر تا ا دسامبر ۷۰ هواگرد منهدم شد. تا پایان سال ۱۹۴۲ حدود ۳۰۰ هواگرد در جبهه مدیترانه عمل می‌کردند. شدیدترین تلاش آن‌ها در سال ۱۹۴۳ صورت گرفت که در آن آلمانی‌ها و ایتالیایی‌ها تلاش فراوانی برای تدارکات‌رسانی به نیروهای محور در تونس انجام دادند. تنها در روز ۷ آوریل سال ۱۹۴۳ جنگنده‌های آمریکایی و بریتانیایی ۵۲ فروند از ۷۷ هواگرد یو ۵۲ حاضر در نزدیکی رأس الطیب را منهدم کردند. بین روزهای ۵ تا ۲۲ آوریل دست کم ۴۳۲ هواگرد ترابری آلمانی، غالبا یو ۵۲، از بین رفتند.

## مشخصات فنی
یو ۳/۵۲ام:
مشخصات عمومی

- خدمه: ۲ یا ۳ نفر، به اضافه ۱۸ نیرو یا ۱۲ برانکارد
- طول: ۱۹٫۹ متر
- طول بال: ۲۹٫۲ متر
- ارتفاع: ۴٫۵۲ متر
- وزن بارگذاری‌شده: ۱۱٬۰۳۰ کیلوگرم
- نیرومحرکه: ۳ × موتور شعاعی ۹ سیلندر ب‌ام‌و ب‌ام‌و ۱۳۲تی-۲: هر یک ۷۳۰ اسب بخار

عملکرد
- حداکثر سرعت: ۲۸۶ کیلومتر بر ساعت
- پایاسیر: ۲۴۶ کیلومتر بر ساعت در ۹۰۰ متری[۱]
- سقف پرواز: ۵٬۹۰۰ متر
- برد: ۱٬۳۰۵ کیلومتر

تسلیحات
- ۴ × مسلسل ۷٫۹۲ میلی‌متری در جایگاه‌های سقف، کف و دو طرف بدنه
- تا ۱۵۰۰ کیلوگرم بمب در محفظه‌هایی درون[۱]